# Ruuhiperä
Ruuhiperä är en avskild sjödel i östra Kemi träsk. Den ligger i landskapet Lappland.